# OR10A7
OR10A7 (англ. Olfactory receptor family 10 subfamily A member 7) – білок, який кодується однойменним геном, розташованим у людей на короткому плечі 12-ї хромосоми. Довжина поліпептидного ланцюга білка становить 316 амінокислот, а молекулярна маса — 35 695.
| 10         |  | 20         |  | 30         |  | 40         |  | 50         |
| ---------- |  | ---------- |  | ---------- |  | ---------- |  | ---------- |
| MICENHTRVT |  | EFILLGFTNN |  | PEMQVSLFIF |  | FLAIYTVTLL |  | GNFLIVTVTS |
| VDLALQTPMY |  | FFLQNLSLLE |  | VCFTLVMVPK |  | MLVDLVSPRK |  | IISFVGCGTQ |
| MYFFFFFGSS |  | ECFLLSMMAY |  | DRFVAICNPL |  | HYSVIMNRSL |  | CLWMAIGSWM |
| SGVPVSMLQT |  | AWMMALPFCG |  | PNAVDHFFCD |  | GPPVLKLVTV |  | DTTMYEMQAL |
| ASTLLFIMFP |  | FCLILVSYTR |  | IIITILRMSS |  | ATGRQKAFST |  | CSSHLIVVSL |
| FYGTASLTYL |  | RPKSNQSPES |  | KKLVSLSYTV |  | ITPMLNPIIY |  | GLRNNEVKGA |
| VKRTITQKVL |  | QKLDVF     |  |            |  |            |  |            |

A: Аланін

C: Цистеїн

D: Аспарагінова кислота

E: Глутамінова кислота

F: Фенілаланін

G: Гліцин

H: Гістидин

I: Ізолейцин

K: Лізин

L: Лейцин

M: Метіонін

N: Аспарагін

P: Пролін

Q: Глутамін

R: Аргінін

S: Серин

T: Треонін

V: Валін

W: Триптофан

Кодований геном білок за функціями належить до рецепторів, g-білокспряжених рецепторів, білків внутрішньоклітинного сигналінгу. 
Локалізований у клітинній мембрані, мембрані.